# Závada (Opavai járás)
Závada település Csehországban, a Opavai járásban. Závada Vřesina, Bohuslavice, Píšť és Bělá településekkel határos. Lakosainak száma 623 fő (2024. január 1.).

## Népesség
A település lakosságának változását az alábbi diagram mutatja:
| Lakosok száma | 379  | 415  | 461  | 515  | 572  | 574  | 592  | 594  | 573  | 623  |
|               | 1869 | 1900 | 1921 | 1961 | 1980 | 2011 | 2016 | 2019 | 2021 | 2024 |